# 严鸿逵
严鸿逵（?—?），字赓臣，浙江湖州人，清朝初年作家，师从吕留良。
严鸿逵在乡里讲学。反对清朝统治。雍正六年（1728年），因为曾静案被捕入狱。十年（1732年），定案时严鸿逵已经死去，清廷将他戮尸枭首。他的孙子被充军到宁古塔，与披甲人为奴。